# Cyrtopogon tarbagataicus
Cyrtopogon tarbagataicus är en tvåvingeart som beskrevs av Pavel Lehr 1998. Cyrtopogon tarbagataicus ingår i släktet Cyrtopogon och familjen rovflugor. Inga underarter finns listade i Catalogue of Life.